# André Galluzzi

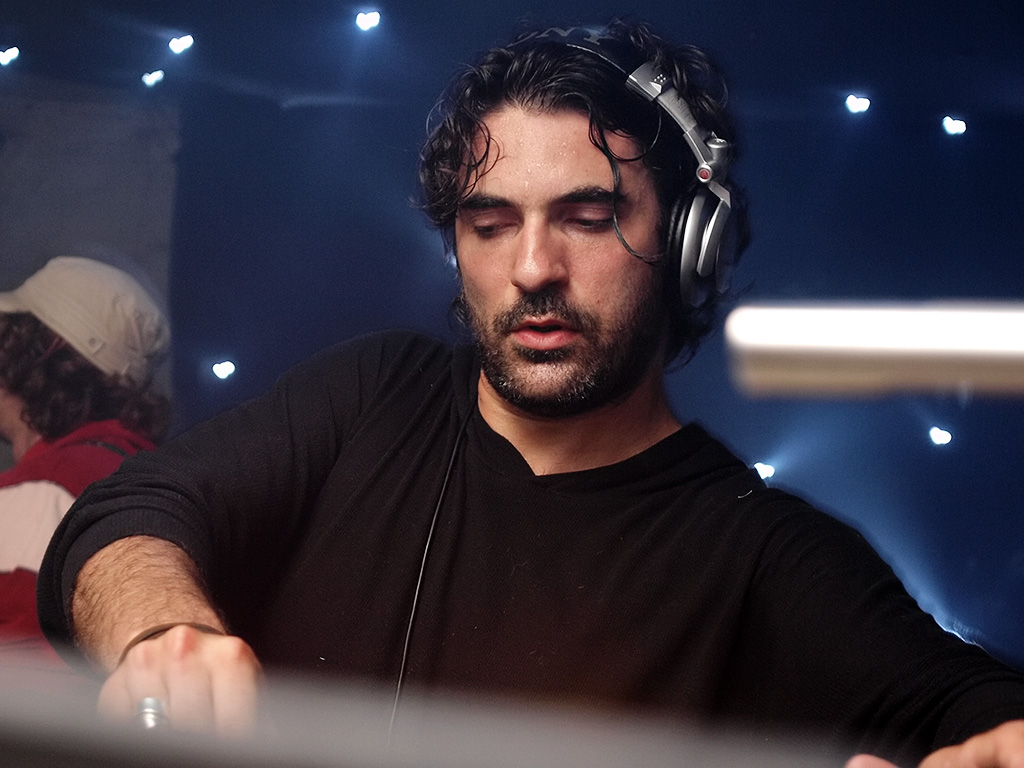
André Galluzzi bei einem DJ-Auftritt 2009

André Galluzzi (* 18. Juli 1973 in Frankfurt am Main) ist ein deutscher DJ und Produzent in der elektronischen Musikszene.
Er jobbte im Wiesbadener Plattenladen Boy Records und war Resident-DJ im Parkcafé in Wiesbaden und trat auch in Clubs wie dem Dorian Gray und Cocoon Club sowie auf Partys im Ausland und auf der Love Parade auf. Auch in Radiosendungen bei Kiss FM, hr XXL, Radio Sputnik und Fritz war er vertreten. Ende 1994 wechselte Galluzzi zu Neuton, wo er Paul Brtschitsch kennenlernte und mit ihm das Taksi-Label gründete. Die erste Produktion der beiden erschien 1995 auf dem Taksi-Label und wurde von Sven Väth in der hr3 Clubnight gespielt.
1995 zog er nach Berlin.
1996 verpflichtete ihn der Tresor als Resident, später kam der Wechsel zu Good Groove Booking. Richie Hawtin lizenzierte 2001 den bekannten Taksi-Track Schneesturm auf dem Label Plus 8, und fertigte davon einen Remix an. Für die Cocoon Compilation C produzierten André Galluzzi und Paul Brtschitsch den Track Maskenball und für Ongaku Music das Album Night on Earth II. Ihr Track Rohrbruch wurde vom belgischen Label Music Man lizenziert.